# Raboso Piave
Raboso Piave ist eine autochthone Rotweinsorte Norditaliens. Zusammen mit der Sorte Raboso Veronese gehört sie zur Familie der Raboso-Reben, die häufig gemeinsam im Verschnitt von Weinen verwendet werden, beispielsweise mit Cabernet Sauvignon und Merlot.
Es gibt jedoch auch ausschließlich aus der Raboso Piave-Rebe hergestellte DOC- und Land-Weine, für die der gleiche Name oder – grammatikalisch korrekt -– Raboso del Piave - verwendet wird.
Das mit Dekret Nr. 242 der Gazzetta Ufficiale della Repubblica Italiana 1971 reglementierte DOC-Weinanbaugebiet heißt ebenfalls Raboso Piave.

## Anbau
Der Anbau dieser Rebe ist in den Provinzen Padua, Treviso und Venedig empfohlen und in der ehemaligen Provinz Pordenone zugelassen. Die Produktionsmenge ist rückläufig. Im Jahr 1990 wurde nur noch eine bestockte Rebfläche von 1.952 Hektar erhoben, nachdem im Jahr 1970 noch 6.331 Hektar erhoben wurden.
Die spätreifende Sorte ergibt trockene Rotweine mit einer intensiven rubinroten Farbe. Die Lese findet meist erst Ende Oktober oder im November statt.
Einige Weingüter experimentieren seit den späten 1990er Jahren mit einer Trocknung der Trauben vor der Pressung, um den herben Geschmack zu verfeinern und eine höhere Qualität zu erzielen.

## Geschichte
Der Raboso Piave ist ein historisch dokumentierter Wein. Dass der Picina omnium nigerrima, den Plinius der Ältere in seiner Naturalis historia erwähnt, ein Raboso gewesen sein könnte, möchte manches produzierende Weingut mutmaßen, ist jedoch nicht zu beweisen. Im 17. und 18. Jahrhundert gibt es die ersten Quellen-Hinweise auf eine Rebe dieses Namens. Im 19. und auch noch in der ersten Hälfte des 20. Jahrhunderts war der Raboso der dominante Wein der Piave-Region; 80 % der gesamten Weinproduktion waren aus dieser Rebe hergestellt. In der zweiten Hälfte des 20. Jahrhunderts wurde sie mehr und mehr durch die marktfähigeren Sorten Merlot und Cabernet Sauvignon ersetzt oder als Verschnitt mit diesen Reben verwendet. Einzelne Weingüter haben seit den 1990er Jahren Bruderschaften (confraternità) organisiert, die sich für eine Revitalisierung der Rebe einsetzen.
Mauro Corona hat dem Raboso in Aspro e dolce (2004) zu literarischen Ehren verholfen.
Siehe auch: Weinbau in Italien sowie die Liste von Rebsorten.

## Synonyme
Je nach genauer Herkunft werden die Synonyme Cruaja, Cruajo, Fogarina, Friulara, Friulara di Bagnoli, Friularo, Friularo Rabiosa, Nostrato Nero, Rabosa, Rabosa Friulara, Rabosa Nera, Raboso, Raboso Dal Pecolo Rosso, Raboso de Conegliano, Raboso del Piave, Raboso del Plave, Raboso di Conegliano, Raboso di Piave, Raboso Friularo, Raboso Nera, Raboso Nostrale, Raboso Nostrano, Raboso Nostrano Nero und Rabozo Pijave verwendet.
Der Friulara (oder Friularo) hat nichts mit der Region Friaul zu tun, sondern leitet sich ab von dem venezianischen Wort frio (it. freddo = kalt). Dies ist ein Hinweis auf die fortgeschrittene Jahreszeit, zu der die überreifen Trauben gelesen werden. Der Friulara ist ebenfalls eine historische Bezeichnung, die auch in literarischen Werken, beispielsweise bei Carlo Goldoni, vorkommt.